# Nonthaburi (Provinz)
Nonthaburi (Thai: นนทบุรี, [nōntʰáʔbūrīː]) ist eine Provinz (Changwat) in der Zentralregion von Thailand, sie liegt direkt nördlich der Landeshauptstadt Bangkok, zu deren Metropolregion sie gehört. Nonthaburi ist nach Bangkok die am dichtesten besiedelte Provinz Thailands.
Die Hauptstadt der Provinz Nonthaburi heißt ebenfalls Nonthaburi. Sie ist der Bevölkerung nach die zweitgrößte Kommune Thailands. Auch die drittgrößte Kommune, Pak Kret, liegt in dieser Provinz.

## Geographie
Nonthaburi liegt direkt nördlich der Hauptstadt Bangkok am Mae Nam Chao Phraya (Chao-Phraya-Fluss). Die Provinz gehört zur Bangkok Metropolitan Region. Der östliche, an die Hauptstadt grenzende Teil der Provinz ist ebenso urbanisiert wie Bangkok, die Stadtgrenzen sind hier fast nicht erkennbar.
| Angrenzende Provinzen: | Angrenzende Provinzen:                 |
| ---------------------- | -------------------------------------- |
| Norden                 | Phra Nakhon Si Ayutthaya, Pathum Thani |
| Osten                  | Pathum Thani                           |
| Süden                  | Bangkok (Krung Thep Maha Nakhon)       |
| Westen                 | Nakhon Pathom                          |

## Geschichte
Die Stadt Nonthaburi existiert bereits seit dem 16. Jahrhundert, als der Ort Talat Khwan zur Stadt erhoben wurde. Unter König Prasat Thong hob man einen Kanal aus, der eine Abkürzung des Chao Phraya darstellte und den der Fluss als neues Flussbett nahm und heute noch nimmt. König Narai ließ 1665 hier eine Festung errichten, da der neue Lauf des Chao Phraya den Weg in die seinerzeitige Hauptstadt Ayutthaya sehr verkürzte. Die Stadt Nonthaburi wurde dann nahe der Festung angesiedelt.
Von 1943 bis 1946 war die Provinz ein Teil von Bangkok. Im Rahmen der Industrialisierung und des rasanten Wachstums von Bangkok ist der Ostteil der Provinz Nonthaburi seit den 1980er-Jahren fast völlig verstädtert und mit der Metropole zusammengewachsen, ohne dass deren Grenzen noch erkennbar wären. Zahlreiche Unternehmen haben sich aus Platzmangel statt in Bangkok in der Provinz Nonthaburi angesiedelt. Die Bevölkerung ist ebenfalls rapide gestiegen. Die städtische Bevölkerung stieg von 30.900 im Jahr 1980 auf 232.800 im Jahr 1990 und auf 522.700 im Jahr 2000.

## Bevölkerung
Gemäß der Daten der Volkszählung von 2000 waren 99,6 % der Einwohner thailändische Staatsbürger. 95,2 % waren Buddhisten, 4 % Muslime. 55,5 % der Bewohner waren nicht in Nonthaburi geboren, sondern aus einer anderen Provinz zugezogen.

## Wirtschaft
Im Jahr 2012 betrug das „Gross Provincial Product“ (Bruttoinlandsprodukt) 113,406 Milliarden Baht.
Zahlreiche Unternehmen haben sich hier aufgrund der Nähe zur Metropole Bangkok angesiedelt. Mit The Mall Ngamwongwan befindet sich in Nonthaburi eines der größten Einkaufszentren Bangkoks. In Pak Kret im Nordosten der Provinz befindet sich das Ausstellungs- und Kongresszentrum IMPACT und die Multifunktionshalle Impact Arena.

### Daten
Die unten stehende Tabelle zeigt den Anteil der Wirtschaftszweige am Gross Provincial Product in Prozent:
| Wirtschaftszweig | 2006 | 2007 | 2008 | 2009 |
| ---------------- | ---- | ---- | ---- | ---- |
| Landwirtschaft   | 02,4 | 03,1 | 03,0 | 03,0 |
| Industrie        | 48,4 | 46,8 | 45,4 | 44,7 |
| Andere           | 48,8 | 50,1 | 51,6 | 52,3 |

Die am stärksten zur Wirtschaftsleistung beitragenden Branchen waren im Jahr 2011 das herstellende Gewerbe (38,865 Mrd. Baht), Groß- und Einzelhandel (33,769 Mrd. Baht), Immobilienwirtschaft (19,738 Mrd. Baht) und Finanzwirtschaft (15,882 Mrd. Baht).
Für die Provinz ist die folgende Landnutzung dokumentiert:
- Waldfläche: –
- Landwirtschaftlich genutzte Fläche: 176.302 Rai (282 km²), 45,3 % der Gesamtfläche
- Nicht klassifizierte Fläche: 212.637 Rai (340,2 km²), 54,7 % der Gesamtfläche

## Sehenswürdigkeiten
- In einer Schleife des Chao-Phraya-Flusses liegt die etwa 4 km² große Insel Ko Kret. Die Insel wird im Norden, Westen und Süden vom ursprünglichen Lauf des Mae Nam Chao Phraya gebildet, das Ostufer bildet ein Kanal, der bereits im Jahre 1721 gegraben wurde. Fähren fahren in regelmäßigen Abständen von der Stadt Nonthaburi zur autofreien Insel, die ausschließlich von Menschen der Volksgruppe der Mon bewohnt wird. Thailändische Touristen lieben die traditionellen Töpferwaren der Mon, die hier in einer besonderen Qualität zu kaufen sind.
- Wat Chaloem Phra Kiat
- Wat Khema Phirataram
- Wat Prasat
- Wat Chomphuwek
- Wat Ku
- Wat Paramaiyikawat (Wat Mon)
- Wat Chonprathan Rangsarit

## Symbole

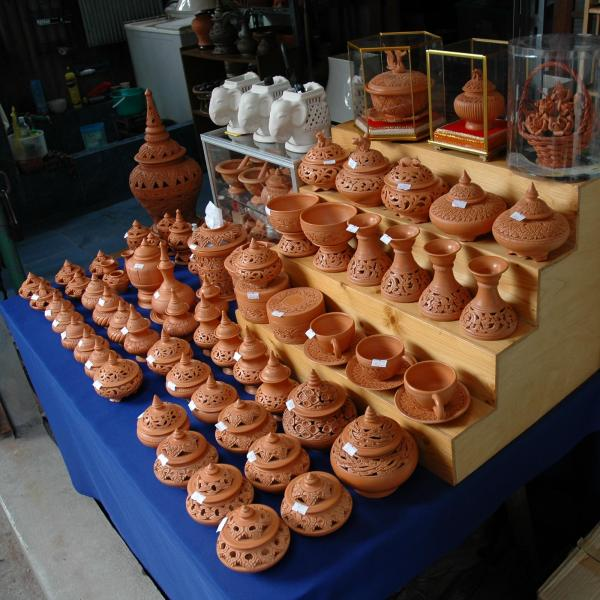
Töpferware der Mon auf Ko Kret

Das Siegel der Provinz zeigt einen Tontopf, das traditionelle Produkt der Mon von Nonthaburi.
Der lokale Baum und die lokale Blume sind der Gelbe Flamboyant (Peltophorum pterocarpum).
Der Wahlspruch der Provinz Nonthaburi lautet:
„Der elegante Palast liegt inmitten der Stadt,
Der Park der Prinzessin-Mutter mit vielen Baumarten,
Irdene Waren werden auf Ko Kret angefertigt,
Köstliche Durian werden viel angepflanzt,
Das Land berühmter alter Tempel,
Das Verwaltungsgebäude wird von vielen bewundert.“

## Verkehr
Durch den Ostteil der Provinz verläuft eine der nördlichen Hauptausfallstraßen Bangkoks, der mautpflichtige Sirat-Expressway. Durch den westlichen Teil verläuft die äußere Ringstraße Bangkoks (Thanon Kanchanaphisek, Nationalstraße 9). Unmittelbar östlich der Provinz Nonthaburi (knapp 20 km nordöstlich von der Provinzhauptstadt) befindet sich der Flughafen Bangkok-Don Mueang, der seit der Einweihung des neuen Hauptstadtflughafens als Inlands- und Billiglinien-Flughafen dient.
Seit 2016 führt die violette Linie der Bangkok Metro von Nonthaburi nach Bangkok zur Station Tao Poon, an der Anschluss zur blauen MRT-Linie besteht. Mangels weiterem Anschluss an die öffentlichen Massenverkehrssysteme ist die Straßenverkehrssituation im dicht besiedelten Ostteil der Provinz sehr angespannt. Es ist jedoch geplant, die Provinz Nonthaburi in Zukunft (bis 2022) mit einer Einschienenbahn (Monorail) der „rosa Linie“ mit den nördlichen Stadtteilen Bangkoks zu verbinden.

## Verwaltungseinheiten

### Provinzverwaltung
Die Provinz ist unterteilt in 6 Amphoe (‚Bezirke‘ oder ‚Landkreise‘), 52 Tambon (‚Unterbezirke‘ oder ‚Gemeinden‘) und 309 Muban (‚Dörfer‘).
| \| Nr. \| Amphoe-Name \| Thai \| \| --- \| ----------------- \| -------------- \| \| 1 \| Mueang Nonthaburi \| อำเภอเมืองนนทบุรี \| \| 2 \| Bang Kruai \| อำเภอบางกรวย \| \| 3 \| Bang Yai \| อำเภอบางใหญ \| \| 4 \| Bang Bua Thong \| อำเภอบางบัวทอง \| \| 5 \| Sai Noi \| อำเภอไทรน้อย \| \| 6 \| Pak Kret \| อำเภอปากเกร็ด \| |                   |                |
| Nr. | Amphoe-Name       | Thai           |
| 1 | Mueang Nonthaburi | อำเภอเมืองนนทบุรี |
| 2 | Bang Kruai        | อำเภอบางกรวย   |
| 3 | Bang Yai          | อำเภอบางใหญ    |
| 4 | Bang Bua Thong    | อำเภอบางบัวทอง  |
| 5 | Sai Noi           | อำเภอไทรน้อย    |
| 6 | Pak Kret          | อำเภอปากเกร็ด   |

| Nr. | Amphoe-Name       | Thai           |
| --- | ----------------- | -------------- |
| 1   | Mueang Nonthaburi | อำเภอเมืองนนทบุรี |
| 2   | Bang Kruai        | อำเภอบางกรวย   |
| 3   | Bang Yai          | อำเภอบางใหญ    |
| 4   | Bang Bua Thong    | อำเภอบางบัวทอง  |
| 5   | Sai Noi           | อำเภอไทรน้อย    |
| 6   | Pak Kret          | อำเภอปากเกร็ด   |

### Lokalverwaltung
Für das ganze Gebiet der Provinz besteht eine Provinz-Verwaltungsorganisation (องค์การบริหารส่วนจังหวัด, kurz อบจ., Ongkan Borihan suan Changwat; englisch Provincial Administrative Organization, PAO).
Auf dem Gebiet der Provinz gibt es des Weiteren 17 Thesaban (‚Kommunen‘) – darunter zwei „Großstädte“ (Nonthaburi und Pak Kret), vier „Städte“ und elf „Kleinstädte“ – sowie 28 Tambon-Verwaltungsorganisationen.

## Sonstiges
In der Provinz Nonthaburi befindet sich das berüchtigte Gefängnis von Bangkwang.